# Катран плямистий
Катран плямистий (Squalus suckleyi) — акула з роду Катран родини Катранові.

## Опис
Загальна довжина досягає 1,6 м. В середньому — 1-1,3 м. Голова велика. Морда конічної форми з округлим кінчиком. Очі помірно великі, складає 3,9 % довжини тіла. Розріз очей має горизонтальну форму. Носові клапани позбавлені вторинних часток. Тулуб стрункий, обтічний, сягає у висоту 8,3-12 % довжини. Має 2 спинних плавця з шипами, що наділені отруйними залозами. Передній спинний плавець значно більше за задній, розташовано між грудними та черевними плавцями. Задній та черевні плавці — близько до хвостового плавця. Хвіст короткий, хвостовий плавець вузький та широкий. Верхня лопать хвостового плавця більш розвинена ніж нижня. Анальний плавець відсутній.
Забарвлення спини сіре з коричнюватим відтінком. З боків розкидані у випадковому порядку дрібні білі плямочки. Звідси походить назва цієї акули. Черево світліше за спину.

## Спосіб життя
Тримається на глибині до 900 м. Зустрічається на мілині. Полюбляє помірно прохолодну воду — 7-15 °C. Здійснює вертикальні добові міграції, також здатна мігрувати на 7000 км від основного ареалу. Воліє до скелястого, піщаного та мулового ґрунту. Може збиратися у групи, часто за статевою ознакою. Часто від часу полює разом з леопардовими та кунячими акулами. Живиться дрібною костистою рибою, кальмарами, восьминогами, креветками, крабами, раками, лангустами.
Статева зрілість настає у 12 років. Це яйцеживородна акула. Вагітність триває 18-24 місяця. Самиця народжує від 1 до 20 акуленят завдовжки 22-33 см.
Впіймані окремі особини використовуються задля виготовлення рибного борошна, а їх печінка (багата на сквален) — для масла.
Тривалість життя до 66 років.
Мешкає біля узбережжя Японії, Корейського півострова, Камчатки, Курильських островів, о. Сахалін (Російська Федерація), Алеутських островів, Аляски (США), Британської Колумбії (Канада) до півострова Каліфорнія.